# Supreme Allied Commander Europe
Supreme Allied Commander Europe (SACEUR) är Natos högste operative militäre befälhavare över de allierade styrkorna i Europa, Allied Command Operations (ACO). 
SACEUR är ansvarig inför Natos militärkommitté och har sitt högkvarter SHAPE placerat utanför Mons i Belgien.
Befattningen SACEUR infördes 1951 och den innehas alltid av en officer från någon av USA:s väpnade styrkor. Den som innehar posten som SACEUR är också samtidigt i en separat roll befälhavare för United States European Command.

## Uppgifter

### Fredsbevarande
SACEUR:s primära uppgift är att bidra till att bibehålla fred, säkerhet och territoriell integritet för Natos medlemsstater. Skulle fientligheter uppstå eller bedömas vara omedelbart förestående, ska SACEUR, som högste chef, verkställa alla nödvändiga militära åtgärder inom sitt mandat och ansvarsområde. Detta med syftet att visa Natos interna solidaritet och beredskap att bibehålla alliansens territoriella integritet, säkerställa fri rörlighet till havs och de ekonomiska livlinorna samt bevara eller återskapa säkerheten.

### Planering
SACEUR genomför militär planering som också innefattar begäran till medlemsstaterna avseende militära styrkor för att lösa Natos militära uppgifter. Dessa innefattar stabilitetsskapande åtgärder, krishantering och förutsättningar för ett effektivt försvar. Han ger också rekommendationer till Natos politiska och militära organ avseende alla ärenden som kan påverka hans möjligheter att utföra sina ansvarsområden. SACEUR har direktkontakt till samtliga medlemsstaters försvarschefer och är bemyndigad att kommunicera direkt med medlemsstaternas myndigheter enligt eget bedömande för att skapa förutsättningar för sin uppgift.

### Talesman
Liksom militärkommiténs ordförande, som leder Natos högsta militära rådgivande organ, är SACEUR en viktig offentlig person och främsta talesman för Supreme Headquarters Allied Powers Europe (SHAPE). Genom sina egna aktiviter och hans informationsstab vidmakthåller han kontakt med press och media. Vidare genomför han officiella besök i medlemsländerna och länder med vilka Nato utvecklar sin relation, samarbete och partnerskap.

## Befattningshavare
Följande officerare har haft befattningen som SACEUR sedan den införandes:
| Nr  | Porträtt | Namn                      | Tillträdde | Avgick    | Försvarsgren    | Not |
| --- | -------- | ------------------------- | ---------- | --------- | --------------- | --- |
| 1.  |          | Dwight D. Eisenhower      | 1951       | 1952      | USA:s armé      |     |
| 2.  |          | Matthew Ridgway           | 1952       | 1953      | USA:s armé      |     |
| 3.  |          | Alfred M. Gruenther       | 1953       | 1956      | USA:s armé      |     |
| 4.  |          | Lauris Norstad            | 1956       | 1962      | USA:s flygvapen |     |
| 5.  |          | Lyman Lemnitzer           | 1963       | 1969      | USA:s armé      |     |
| 6.  |          | Andrew D. Goodpaster(en)  | 1969       | 1974      | USA:s armé      |     |
| 7.  |          | Alexander Haig            | 1974       | 1979      | USA:s armé      |     |
| 8.  |          | Bernard W. Rogers(en)     | 1979       | 1987      | USA:s armé      |     |
| 9.  |          | John R. Galvin(en)        | 1987       | 1992      | USA:s armé      |     |
| 10. |          | John M. Shalikashvili     | 1992       | 1993      | USA:s armé      |     |
| 11. |          | George A. Joulwan(en)     | 1993       | 1997      | USA:s armé      |     |
| 12. |          | Wesley Clark              | 1997       | 2000      | USA:s armé      |     |
| 13. |          | Joseph W. Ralston         | 2000       | 2003      | USA:s flygvapen |     |
| 14. |          | James L. Jones            | 2003       | 2006      | USA:s marinkår  |     |
| 15. |          | Bantz J. Craddock         | 2006       | 2009      | USA:s armé      |     |
| 16. |          | James G. Stavridis        | 2009       | 2013      | USA:s flotta    |     |
| 17. |          | Philip M. Breedlove       | 2013       | 2016      | USA:s flygvapen |     |
| 18. |          | Curtis M. Scaparrotti(en) | 2016       | 2019      | USA:s armé      |     |
| 19. |          | Tod D. Wolters            | 2019       | 2022      | USA:s flygvapen |     |
| 20. |          | Christopher G. Cavoli(en) | 2022       | 2025      | USA:s armé      |     |
| 21. |          | Alexus Grynkewich         | 2025       | Nuvarande | USA:s flygvapen |     |